# Drimys winteri
Drimys winteri és una espècie d'arbre perennifoli, de la família de les winteràcies. Espècie originària del sud-oest de Sud-amèrica, localment coneguda com a Canelo.

## Descripció

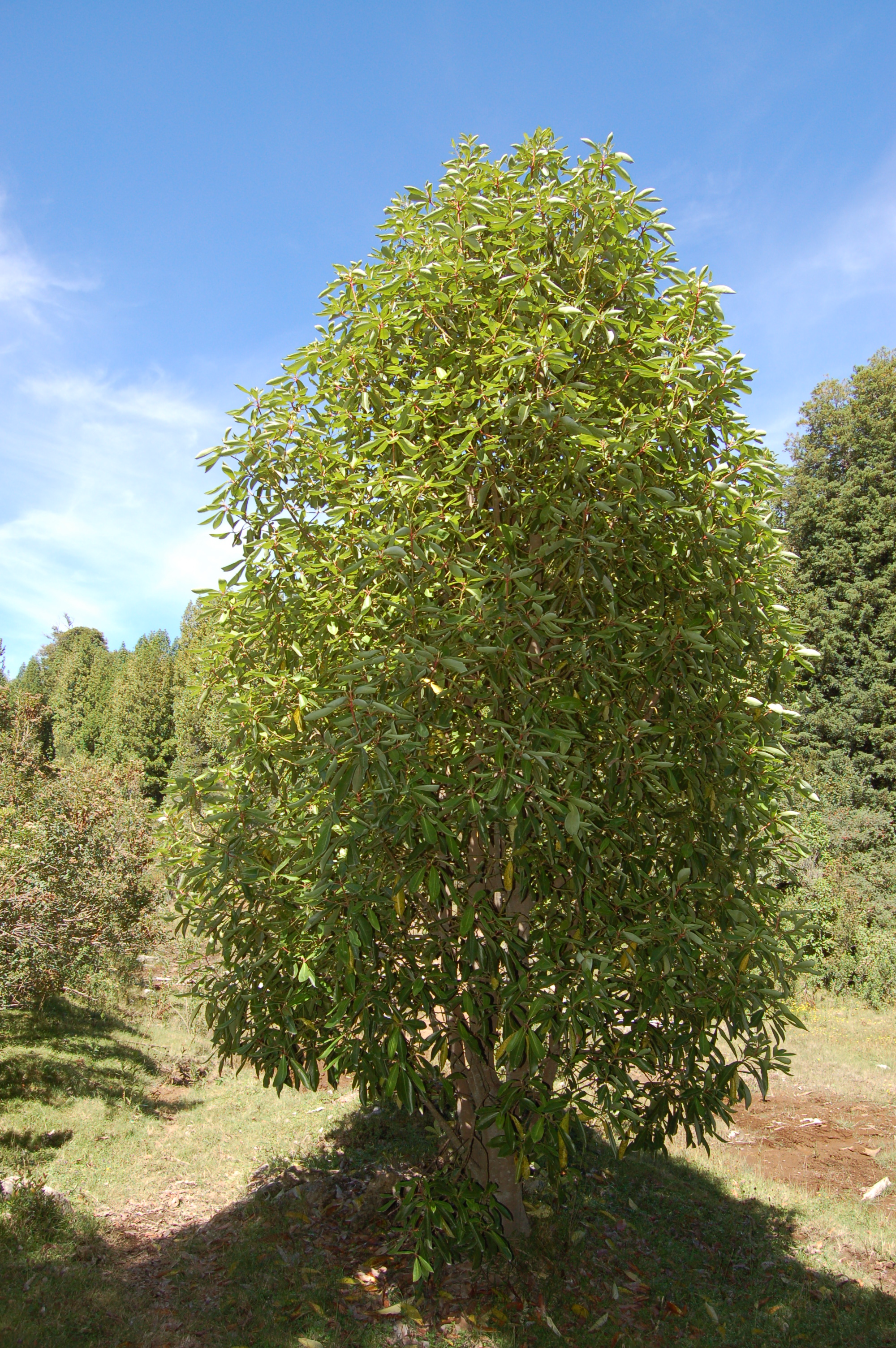
Vista general d'un exemplar jove

És un arbre petit, que pot atènyer els 15 metres, de tronc recte i copa globosa o piramidal. Té una escorça llisa de color marró grisós. Les fulles són simples, alternes, ovades o lanceolades, de marge enter, d'unes dimensions de 5-15 cm de longitud per 2-6.5 cm d'amplada. Té flors hermafrodites, que surten en inflorescències o bé solitàries, apareixen de maig a setembre. El calze està compost per 2-3 sèpals i la corol·la pot tenir de 6 a 20 pètals de color blanc. Presenta de 2 a 10 carpels lliures, ovoides, de color verd i numerosos estams grocs. El fruit és una baia de color negre quan és madur. Cada flor pot produir numerosos fruits, un per cada carpel del gineceu.

## Distribució
Present a Xile i l'Argentina. A Xile es troba a tot el territori més el sud de la província de Limarí. A l'Argentina habita la franja andina dels territoris de Neuquén, Río Negro, Chubut, Santa Cruz i la Terra del Foc. Creix en zones amb sòls humits i pantanosos, prop de cursos d'aigua, des del nivell del mar fins als 1700 m.; sovint formant part del sotabosc dels boscos de Nothofagus pumilio.

## Usos
Tradicionalment s'ha utilitzat les llavors i l'escorça del canelo com a condiment picant. El fum de l'escorça, també picant, s'ha utilitzat a Xile per espantar rosegadors. L'escorça i la fulla del canelo presenta un alt contingut en vitamina C i altres substàncies de propietats tòniues, estimulants i excitants.
El seu consum està indicat per a la neteja de ferides, el reuma, calmar dolor estomacal i com a febrífug. Al Brasil, l'arbre rep el nom casca-de-anta (escorça de tapir), ja que aquests animals s'hi freguen per sanar-se les ferides.

## Etimologia
- Drimys, prové del grec clàssic i significa agre o picant, en al·lusió al gust de les seves fulles i escorça.
- winteri, epítet en honor de William Winter, explorador que recolectà exemplars en el viatge que donà la volta el món de Francis Drake.[2]